# Chlanidota palliata
Chlanidota palliata là một loài ốc biển, là động vật thân mềm chân bụng sống ở biển trong họ Buccinidae.